# Llista dels edificis més alts de San Francisco
Aquesta és una llista dels edificis més alts de San Francisco, Comprèn tots aquells gratacels ubicats als municipis de San Francisco. La llista s'ordena per metres d'alçada. L'edifici més alt de la ciutat és la Salesforce Tower, que s'eleva 326 m i és el 17è gratacel més alt dels Estats Units.] Un altre famós gratacels de San Francisco és la Piràmide transamèrica el segon més alt de la ciutat.

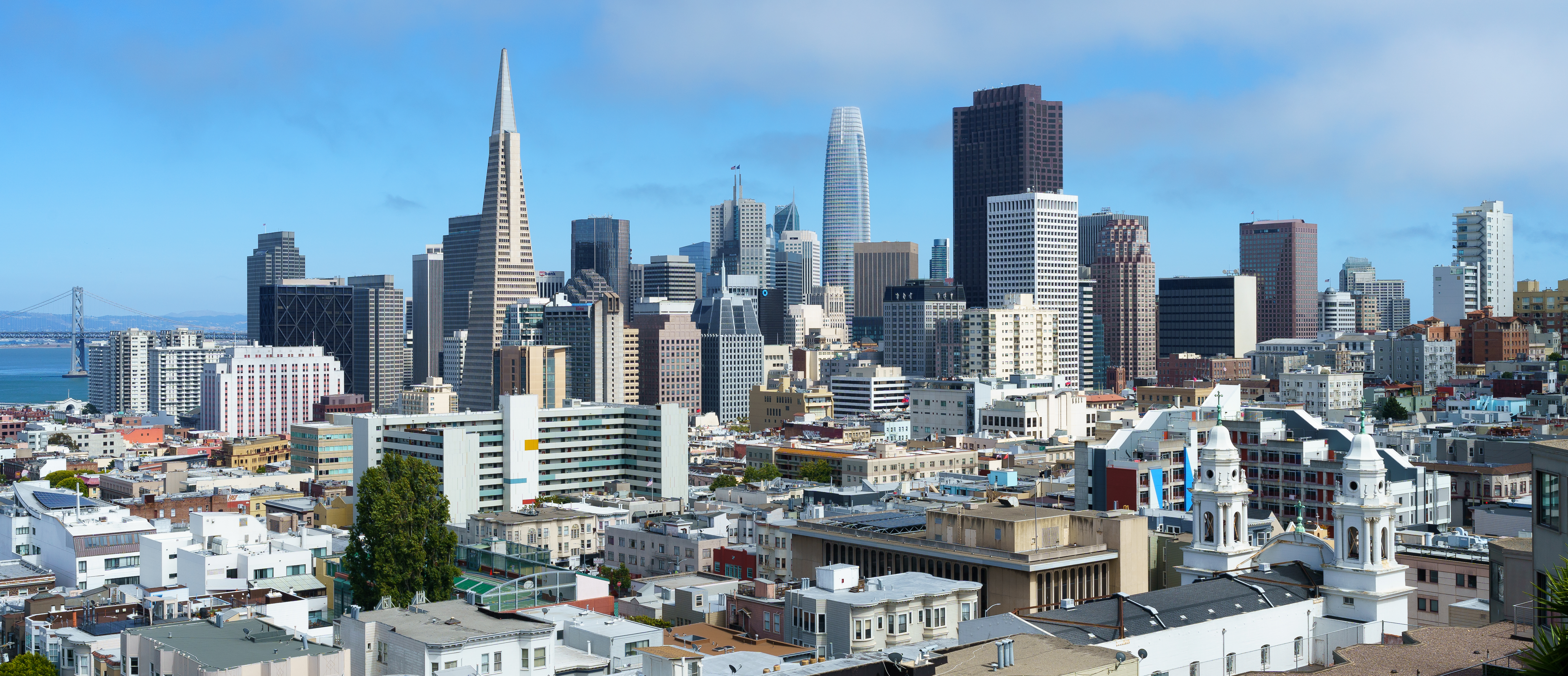
Skyline San Francisco.

| Posició | Nom                                                   | Imatge | Alçada peus (m) | Pisos | Ús                    | Any d'acabament |
| ------- | ----------------------------------------------------- | ------ | --------------- | ----- | --------------------- | --------------- |
| 1       | Salesforce Tower                                      |        | 1.070 (326)     | 61    | Oficines              | 2018            |
| 2       | Piràmide transamèrica                                 |        | 853 (260)       | 48    | Oficines              | 1972            |
| 3       | 181 Fremont                                           |        | 802 (245)       | 56    | Oficines, Residencial | 2017            |
| 4       | 555 California Street                                 |        | 779 (237)       | 52    | Oficines              | 1969            |
| 5       | 345 California Center                                 |        | 721 (220)       | 48    | Oficines, Hotel       | 1986            |
| 6       | Millennium Tower                                      |        | 645 (197)       | 58    | Hotel, Residencial    | 2009            |
| 7       | One Rincon Hill                                       |        | 641 (195)       | 60    | Residencial           | 2008            |
| 8       | The Avery                                             |        | 618 (188)       | 56    | Residencial           | 2019            |
| 9       | Park Tower a Transbay                                 |        | 605 (184)       | 43    | Oficines              | 2018            |
| 10      | Salesforce West                                       |        | 600 (183)       | 43    | Oficines              | 1985            |
| 10      | 101 California Street                                 |        | 600 (183)       | 48    | Oficines              | 1982            |
| 12      | 575 Market Street Tower at Market Center              |        | 573 (175)       | 40    | Oficines              | 1975            |
| 13      | Four Embarcadero Center                               |        | 571 (174)       | 45    | Oficines              | 1982            |
| 14      | One Embarcadero Center                                |        | 568 (173)       | 45    | Oficines              | 1971            |
| 15      | 44 Montgomery                                         |        | 565 (172)       | 43    | Oficines              | 1967            |
| 16      | Spear Tower a One Market Plaza                        |        | 564 (172)       | 43    | Oficines              | 1976            |
| 17      | One Sansome Street                                    |        | 550 (168)       | 41    | Oficines              | 1984            |
| 18      | The Harrison                                          |        | 541 (165)       | 49    | Residencial           | 2014            |
| 19      | One Front Street                                      |        | 538 (164)       | 38    | Oficines              | 1979            |
| 20      | First Market Tower                                    |        | 528 (161)       | 39    | Oficines              | 1973            |
| 20      | McKesson Plaza                                        |        | 528 (161)       | 38    | Oficines              | 1969            |
| 22      | 425 Market Street                                     |        | 520 (158)       | 38    | Oficines              | 1973            |
| 23      | Four Seasons Private Residences at 706 Mission Street |        | 510 (155)       | 43    | Residencial, Museu    | 2020            |
| 24      | One Montgomery Tower                                  |        | 500 (152)       | 38    | Oficines              | 1982            |
| 25      | 333 Bush Street                                       |        | 495 (151)       | 43    | Oficines, Residencial | 1986            |
| 26      | Hilton San Francisco Tower I                          |        | 493 (150)       | 46    | Hotel                 | 1971            |
| 27      | Pacific Gas & Electric Building                       |        | 493 (150)       | 34    | Oficines              | 1971            |
| 28      | 50 California Street                                  |        | 487 (148)       | 37    | Oficines              | 1972            |
| 28      | 555 Mission Street                                    |        | 487 (148)       | 33    | Oficines              | 2008            |
| 29      | 100 Pine Center                                       |        | 476 (145)       | 33    | Oficines              | 1972            |
| 30      | 333 Market Street                                     |        | 472 (144)       | 33    | Oficines              | 1979            |
| 31      | 650 California Street                                 |        | 466 (142)       | 34    | Oficines              | 1964            |
| 32      | LUMINA I                                              |        | 450 (137)       | 43    | Residencial           | 2015            |
| 33      | 100 First Plaza                                       |        | 447 (136)       | 27    | Oficines              | 1988            |
| 34      | 340 Fremont Street                                    |        | 440 (134)       | 40    | Residencial           | 2016            |
| 34      | 399 Fremont Street                                    |        | 440 (134)       | 42    | Residencial           | 2016            |
| 34      | 500 Folsom                                            |        | 440 (134)       | 43    | Residencial           | 2019            |
| 35      | One California                                        |        | 438 (134)       | 32    | Oficines              | 1969            |
| 36      | San Francisco Marriott Marquis                        |        | 436 (133)       | 39    | Hotel                 | 1989            |